# Alypia mariposa
Alypia mariposa är en fjärilsart som beskrevs av Augustus Radcliffe Grote och Robinson 1868. Alypia mariposa ingår i släktet Alypia och familjen nattflyn. Inga underarter finns listade i Catalogue of Life.